# Don Cherry
Donald Eugene Cherry (ur. 18 listopada 1936 w Oklahoma City, zm. 19 października 1995 w Maladze) – amerykański trębacz jazzowy, jeden z twórców i głównych innowatorów free jazzu oraz gatunku później nazwanego przez dziennikarzy world music. Jego kariera rozwinęła się dzięki długotrwałej współpracy z Ornette'em Colemanem. Przybrany ojciec Neneh Cherry i biologiczny Eagle-Eye Cherry.

## Życiorys
Dorastał w Los Angeles. We wczesnej młodości grywał na trąbce i fortepianie w zespołach rhytmandbluesowych. W połowie lat 50. dołączył wraz ze swoim kolegą Billym Higginsem do kwartetu Ornette’a Colemana, wraz z którym w latach 1958–1960 nagrał przełomowe dla free jazzu płyty Something Else!!!!! The Music Of Ornette Coleman, The Shape of Jazz to Come, Change of the Century i Free Jazz: A Collective Improvisation.
Rozgłos zdobyty dzięki nagraniom z Colemanem umożliwił Cherry'emu podjęcie współpracy z najlepszymi muzykami jazzowymi. W 1960 wraz z Johnem Coltrane'em nagrał płytę Avant Garde; nagrywał również m.in. z Sonnym Rollinsem i Archiem Sheppem. W 1964 dołączył do zespołu Alberta Aylera, z którym nagrał kilka płyt (New York Eye and Ear Control, Vibrations) i odbył trasę po Europie.
Pod koniec lat 60. wyruszył w podróż po Europie, Afryce i Azji i nauczył się gry na wielu egzotycznych instrumentach ludowych (m.in. Doussn'gouni – rodzaj harfy o kilkusetletniej tradycji, używanej podczas uroczystości związanych z polowaniem pochodzącą z Mali (Zachodnia Afryka), różnego rodzaju flety). Obok trąbki kieszonkowej, grał na fortepianie (na którym rozpoczynał ok. roku 1951 grę w zespołach jazzowych w Los Angeles u boku m.in. Arta Farmera czy Jamesa Claya), melodice, ludowych fletach z różnych stron świata i różnych instrumentach perkusyjnych. Przez pewien czas mieszkał w Szwecji wraz ze swoją żoną Moki i ich dziećmi. W jego muzyce pojawiły się silne inspiracje folklorem Bliskiego Wschodu, Afryki i Indii. Dzięki nagraniom z lat 70. (Orient, Eternal Now, Brown Rice) stał się prekursorem world music i etno jazzu.
W 1971 nagrał wraz z Krzysztofem Pendereckim płytę Actions, dokumentującą ich wspólny występ na Donaueschingen Music Festival w Niemczech (płyta ukazała się w 1977). Odwiedził również Polskę, gdzie nawiązał współpracę z zespołem Osjan i odbył z nim wspólną trasę koncertową. W połowie lat 70. wraz z muzykami Ornette’a Colemana (Deweyem Redmanem, Charliem Hadenem i Edem Blackwellem utworzył grupę Old and New Dream, wykonującą oprócz własnych kompozycji również oryginalnie zaaranżowane utwory Colemana.
W 1978 Manfred Eicher z wytwórni ECM doprowadził do powstania grupy Codona (w składzie: Don Cherry, sitarzysta Collin Walcott i pochodzący z Brazylii perkusjonista Naná Vasconcelos), która nagrała trzy albumy, zawierające muzykę nazywaną przez Cherry’ego „uniwersalnym folklorem świata”. W 1983 ponownie wystąpił w Polsce, grając z Osjanem na Jazz Jamboree.
W latach 80. ponownie dołączył do kwartetu Ornette’a Colemana, nagrywał też świetnie przyjęte płyty solowe (Art Deco, Multikulti). Był aktywny muzycznie do końca życia, zmarł w Hiszpanii w 1995.
Brał udział w wielu nagraniach współpracując z takimi sławami jak: Carla Bley (Escalator Over the Hill), Lou Reed czy Sun Ra.

## Wybrana dyskografia
- Something Else!!!!! The Music of Ornette Coleman (1958)
- Change of the Century (1959)
- Free Jazz: A Collective Improvisation (1960)
- Avant Garde (1960)
- Evidence (1961)
- Our Man in Jazz (1963)
- Future (1963)
- New York Eye and Ear Control (1964)
- Complete Communion (1965)
- Where Is Brooklyn? (1966)
- Live at Montmartre (1966)
- Eternal Rhythm (1968)
- Liberation Music Orchestra (1969)
- Human Music (1970)
- Mu (1970)
- Orient (1973)
- Eternal Now (1973)
- Hear & Now (1976)
- Brown Rice (1976)
- Actions {1977)
- The Journey (1977)
- Codona 1 (1980)
- El Corazon (1982)
- Codona 2 (1982)
- Codona 3 (1983)
- Home Boy (1985)
- A Tribute to Blackwell (1987)
- Art Deco (1988)
- Multikulti (1990)
- Dona Nostra (1994)
- Brotherhood Suite (1997)
- Cool (2000)